# Marcilio Browne

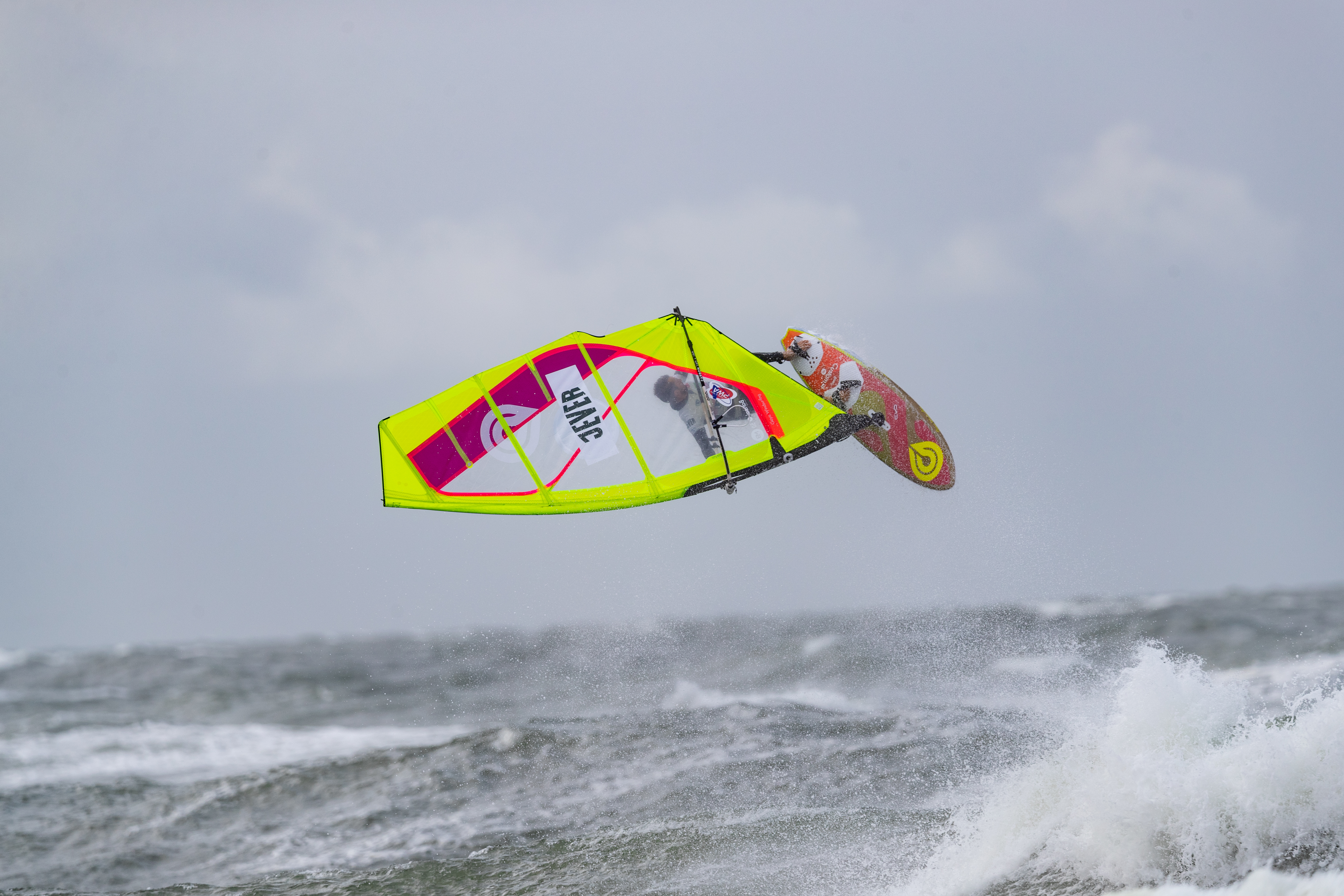
Browne beim Windsurf World Cup Sylt 2019

Marcilio „Brawzinho“ Browne (* 4. Mai 1989 in Fortaleza) ist ein brasilianischer Windsurfer. Er ist vierfacher Weltmeister im Waveriding und im Freestyle.

## Biografie
Browne wurde in Fortaleza geboren und entstammt einer Windsurfer-Familie. Sowohl sein Vater als auch sein Onkel waren mehrfache brasilianische Meister im Windsurfen. Nachdem er mit vier Jahren zum ersten Mal windsurfen war, entschied er sich mich zwölf Jahren dazu, eine professionelle Karriere aufzunehmen. 2005, im Alter von 16, nahm er erstmals an einem PWA World Cup Event teil. Dieses Indoor-Event in Gent (Belgien) gewann er prompt und bereits 2007 konnte er durch einen Sieg an der Costa Calma und einen zweiten Platz beim Windsurf World Cup Sylt den Freestyle Weltmeistertitel erringen.
Nach einem er im folgenden Jahr Vize-Weltmeister geworden war, konzentrierte er sich mehr und mehr aufs Waveriding. Im Zuge dessen zog er Anfang 2013 aus seiner Heimatstadt nach Maui auf Hawaii um und sehr bald stellte sich der erste große Erfolg ein – Browne wurde Weltmeister 2013 im Waveriding. Auch in den kommenden Jahren zählte er zur Weltspitze in der Welle und neun Jahre nach seinem ersten Weltmeistertitel im Wave krönte sich Browne 2022 zum zweiten Mal zum Wave-Weltmeister. In der kommenden Saison konnte er diesen Erfolg wiederholen.
2009 spielte Browne in Four Dimensions, einem der aufwändigsten Windsurf-Filme aller Zeiten, mit.

## Erfolge

### World Cup Wertungen
| Saison | Wave  | Wave   | Freestyle | Freestyle |
| Saison | Platz | Punkte | Platz     | Punkte    |
| ------ | ----- | ------ | --------- | --------- |
| 2005   | ?     | ?      | ?         | ?         |
| 2006   | 10.   | 4767   | 7.        | 1886      |
| 2007   | 18.   | 6306   | 1.        | 6102      |
| 2008   | 11.   | 4998   | 2.        | 6168      |
| 2009   | 8.    | 5254   | 4.        | 5921      |
| 2010   | 24.   | 1968   | –         | –         |
| 2011   | 9.    | 5287   | –         | –         |
| 2012   | 11.   | 5377   | –         | –         |
| 2013   | 1.    | 6003   | –         | –         |
| 2014   | 4.    | 8021   | –         | –         |
| 2015   | 7.    | 5740   | –         | –         |
| 2016   | 3.    | 6053   | –         | –         |
| 2017   | 3.    | 2920   | –         | –         |
| 2018   | 5.    | 18.906 | –         | –         |
| 2019   | 2.    | 28.018 | –         | –         |
| 2022   | 1.    | 24.650 | –         | –         |
| 2023   | 1.    | 27.429 | –         | –         |

### World Cup Siege
Browne errang bisher fünf Siege:
| Datum               | Ort            | Land     | Disziplin |
| ------------------- | -------------- | -------- | --------- |
| 14.04. – 16.04.2006 | Gent           | Belgien  | Indoor    |
| 20.07. – 30.07.2007 | Costa Calma    | Spanien  | Freestyle |
| 18.07. – 28.07.2008 | Costa Calma    | Spanien  | Freestyle |
| 16.09. – 20.09.2013 | Klitmøller     | Dänemark | Wave      |
| 01.07. – 09.07.2023 | Pozo Izquierdo | Spanien  | Wave      |

### Weitere Erfolge
- Zweiter des Red Bull Storm Chase 2014